# 安可波士顿港

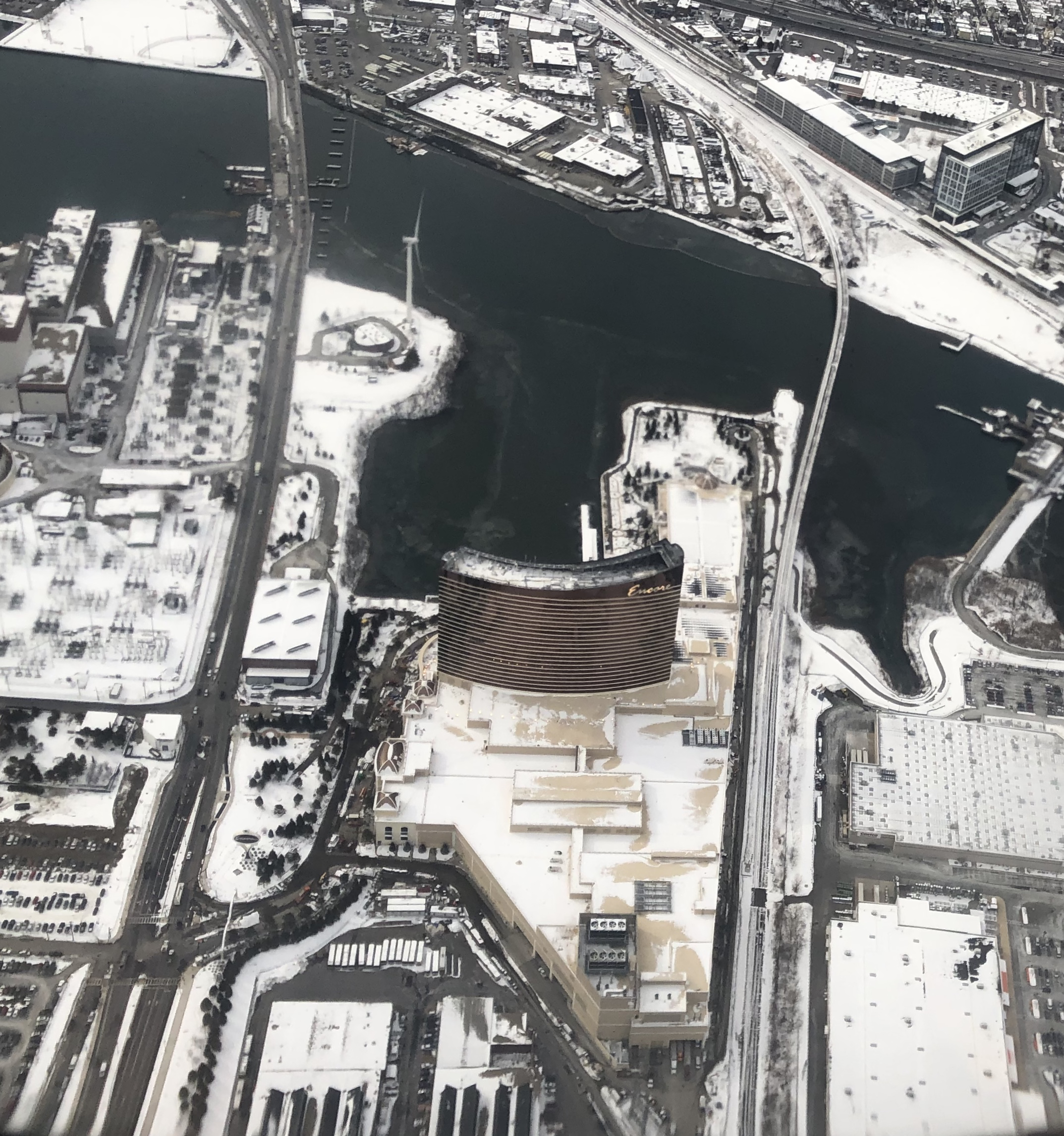
米斯蒂克河边的安可波士顿港度假酒店（2019年2月）

安可波士顿港（英語：Encore Boston Harbor）位于马萨诸塞州埃弗里特市，是永利度假村旗下的豪华度假村赌场，规划及招标时曾使用永利埃弗里特和永利波士顿港等名字。该度假村位于波士顿米斯蒂克河边的商业工业区，离波士顿市中心仅5英里距离。度假村总占地面积约33英亩，曾经为工业用地。在对该地块进行清理后，永利度假村兴建了集酒店、海港漫步路、餐厅、赌场、水疗、零售和会议中心为一体的综合度假村。海港漫步路为公共设施，全年开放，包含野餐公园、自行车绿道、人行步道、观景台、海滨餐饮零售、演出草坪、花卉园和游艇码头。2015年8月，永利渡假村表示他们打算将海港步道打造成“波士顿最棒的户外聚会场所”。安可波士顿港度假村于2019年6月23日正式营业，建设施工耗费约26亿美元。

## 历史

### 背景及所有权(1800-2010年代)

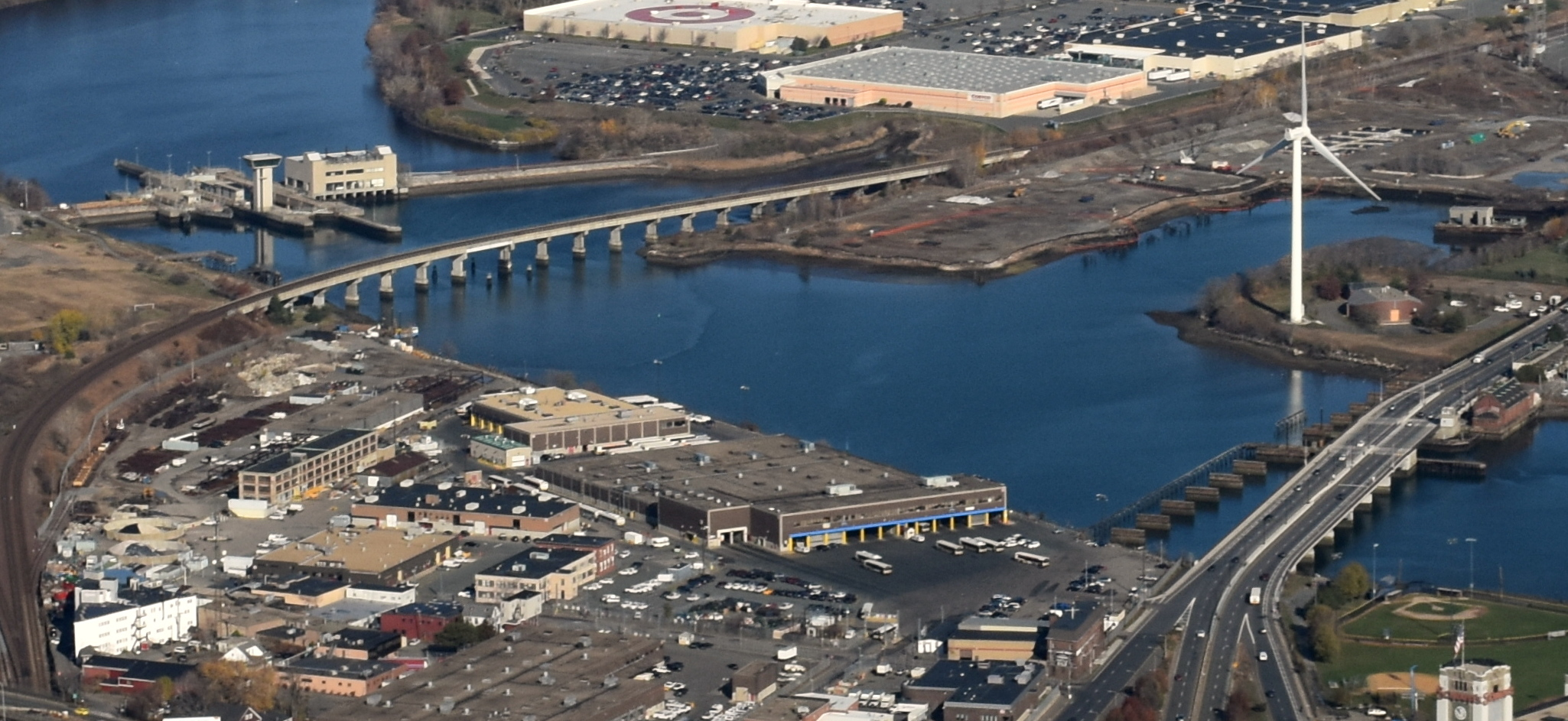
米斯蒂克河鸟瞰图（2015年11月）中上方未开发地块，铁路桥和风力发电机之间的区域曾经为工业用地。

2015年1月，永利度假村在埃弗里特市米斯蒂克河河岸购置了33英亩土地，并宣布计划在此建造永利埃弗里特度假村赌场。赌场项目随后更名为永利波士顿港度假村。超过30英亩土地之前被规划为工业用地，并且不对公众开放长达百年之久。最早于1804年，这里是一座染料工厂，后来为科克伦化学公司占据。在过去的两百年间，地块的所有权几经转手。

### 赌场提案阶段(2011-2014)
2011年，马萨诸塞州州政府颁布扩大博彩法案，在马萨诸塞州划分三个区域，允许在每个区域建造一座拉斯维加斯式持证赌场，其中埃弗里特市被包含在大波士顿地区。数家度假村公司设计其赌场项目，并向马萨诸塞州博彩委员会推销自己的项目。永利度假村选择埃弗里特作为潜在赌场地点。永利度假村于2014年3月雇佣Robert J. DeSalvio作为项目主导人，在获得营业执照成为赌场负责人。2014年6月永利度假村完成了设计规划的最后一步，提交环境影响报告。2014年7月，马萨诸塞州的选民对废除赌场法投反对票，使得三座赌场的合法性得以保留。

### 获取埃弗里特许可证(2014)
2014年9月，永利度假村以3：1赢得马萨诸塞州博彩委员会投票，获得建造赌场的批准，其营业执照在第二天以4：0迅速获得。永利度假村答应向查爾斯頓支付百万美元，改善沙利文广场附近交通问题，其环境清理改造方案将改善附近河岸生态系统。同时，度假村将提供上千个工作岗位，平均工资为$56,000一年，预计每年为马萨诸塞州带来2.6亿美元税收。{

### 入地购买及清理(2015)
2015年1月，永利度假村斥资3500万美元购买埃弗里特米斯蒂克河沿岸33英亩土地，并宣布开发“集酒店、餐厅、赌场、零售为一体的综合度假村”。永利度假村于1月15日披露了埃弗里特度假村的设计，酒店为24层棕色玻璃大楼及两个巨大的室内花园。2015年5月，市政府与度假村共同为新赌场酒店的施工做准备，度假村负责人DeSalvio在招聘会上宣布“虽然离开工建设还有几个月时间，但我们希望迅速破土改工”。
2015年8月，永利度假村公布酒店周围海港步道设计渲染图，连接酒店于临近的公园。9月10日，工地建筑设备及工人准备就绪，地块清理工作于10月第三周正式开始。 

### 就业和波士顿“条约”(2015-2016)
永利埃弗里特项目被誉为马萨诸塞州历史上最大的私人一次性建设项目，度假村宣称2019年赌场开业时会创造超过4000个工作机会。在2016年1月19日度假村宣布萨福克建筑公司被选为总承包商。萨福克建筑公司之前曾承建文華東方酒店集團、自由酒店和波士顿歌剧院。
2015年11月，永利集团与波士顿市长沃尔什进行谈判，史提芬·艾倫·永利与波士顿市长达成的“合约”于2016年2月正式被州博彩监管局认可。之后，波士顿的法律顾问宣布：“从现在开始，永利的成功就是波士顿的成功，反之亦然。我们期待着我们的新关系。”

## 特色

### 设计与建筑

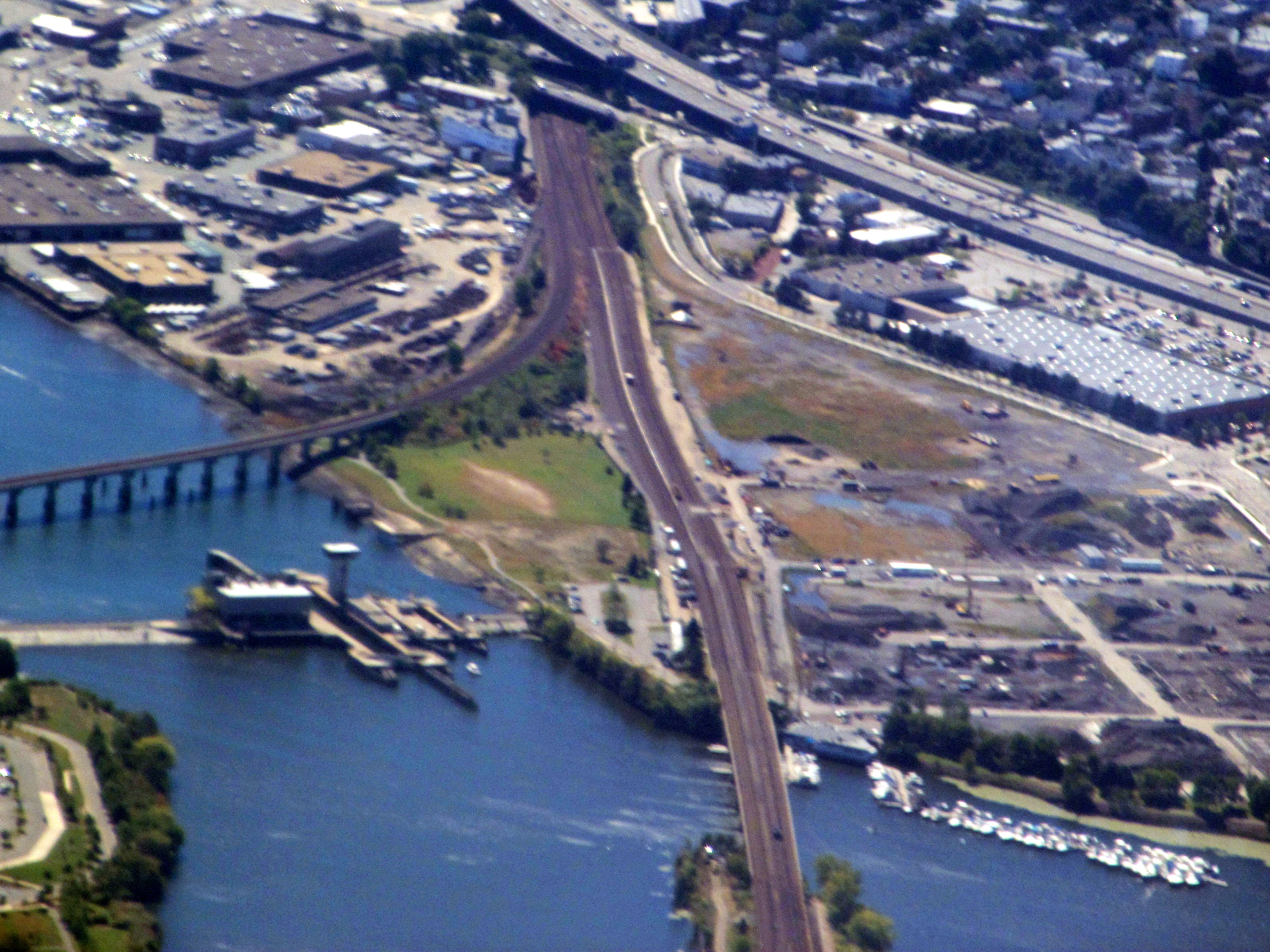
永利度假村提议可以在米斯蒂克河建造连接阿米莉亚·埃哈特水坝的人行天桥。安可度假村（不在照片中）在左侧

赌场度假村于2019年建成，其官方网站介绍度假村总占地面积为33英亩，是马萨诸塞州历史上最大的私人一次性建设项目。酒店由永利度假村设计，萨福克建筑公司承建，是一座27层高的铜色玻璃大楼，封頂高度为319英尺。酒店共有671间客房，还设有赌场区、5星水疗、会议活动中心和大宴会厅。
度假村供设有约2,900个停车位，停车费为每日$42。酒店提供共三种客房：多房间“套房”、“港口景观套房”和“豪华度假村房”。“港口景观套房”中可以享受波士顿天际线全景。“豪华度假村房”平均面积为650平方英尺，在波士顿现有酒店中是最大的。

### 室内景点和场所
度假村内有很多景点和活动场所，包括各种零售商店、赌场、13家餐厅、一家酒吧、一家水疗会馆及会议结婚宴会厅。波士顿港赌场与永利拉斯維加斯一样拥有数家奢侈品店。赌场区设有扑克桌、老虎机和其他桌上赌场游戏。
赌场及酒店中安置了价值千万的绘画、雕塑和马赛克作品。史蒂夫·维恩花费2820万美元专门为波士顿港赌场购买的大力水手雕像被安置在大厅中央，是赌场标志之一。雕像由杰夫·昆斯设计制作，雕像重达2000磅。大厅的装饰花坛主题季节性更换。

### 餐厅
度假村开业时，共有如下15家酒吧或餐厅同时开始营业：
- Rare （牛排店）
- Sinatra （意大利菜），与永利拉斯維加斯类似
- Mystique （亚洲菜）
- Waterfront （精酿啤酒），Neptune主厨约翰·罗斯(John Ross)
- Oyster Bar （生鲜吧），Neptune主厨约翰·罗斯(John Ross) [43]
- Bru （咖啡店）
- Red 8 （中国粤菜），主厨袁咏仪(Ivan Yuen)
- Fratelli （意大利菜），Bricco主厨弗兰克·德帕斯夸莱(Frank DePasquale)、Strega主厨尼克·瓦拉诺(Nick Varano)
- The Buffet （自助餐）
- 唐恩都乐 （咖啡、甜甜圈）
- Garden Cafe （咖啡店）
- Garden Lounge (lounge)
- On Deck （运动酒吧），本地啤酒、奶昔和汉堡
- Memoire （夜店）
- Center Bar （酒吧）[44]

### 交通
度假村毗邻波士顿，距离波士顿爱德华·劳伦斯·洛根将军国际机场、后湾、北端区、金融区和海港区仅5英里。2014年，永利集团宣布计划在赌场和波士顿湾之间设立全年运营水上交通。该线路将使用低调的欧式船舶运送顾客及雇员。赌场还将设置公共泊船码头供私家快艇停靠。海港漫步栈道设有渡轮站和水上出租车站，渡轮航线开往波士顿长码头和南波士顿世贸中心站。海港漫步栈道和人行步道通向临近的门户中心公园，波士顿地铁橙线在河对岸萨默维尔到梅德福之间设有数站，永利度假村同意资助橙线地铁翻新改造沙利文广场站和威灵顿站。
尽管刚开业时，度假村6-24小时停车费为$22-$42，但是2019年10月，度假村宣布赌场停车场将改为免费停车。
永利度假村同样提议赞助部分资金在米斯蒂克河上修建自行车和人行桥梁。桥梁横跨米斯蒂克河，连接赌场和橙线组装厂站。组装厂站也将新增一个向东方向的出入口，目前正由马萨诸塞州博彩委员会的资助下设计中。截至2019年10月，有关使用权和建造资金的谈判正在进行中，最终可能由赌场、博彩委员会、马萨诸塞湾交通局和埃弗里特市政府或萨莫维尔市政府共同出资建造。